# Harry Welles Rusk
Harry Welles Rusk (ur. 17 października 1852 w Baltimore, Maryland, zm. 28 stycznia 1926 w Baltimore, Maryland) – amerykański prawnik i polityk, członek Partii Demokratycznej. W latach 1886–1897 był przedstawicielem trzeciego okręgu wyborczego w stanie Maryland w Izbie Reprezentantów Stanów Zjednoczonych.